# Kampungbaru (Ulmera)
Kampungbaru ist ein osttimoresischer Ort im Suco Ulmera (Verwaltungsamt Bazartete, Gemeinde Liquiçá). Er liegt in der Aldeia Nauner, an der Küste der Straße von Ombai, jenseits eines schmalen Sandstrandes. Am Ort vorbei führt die Überlandstraße von Dili nach Liquiçá. Westlich schließt sich der Ort Palem an. Am Ostrand von Kampunbaru befindet sich die Kapelle Nossa Senhora Estrela do Mar.